# Hollywood Boulevard (Los Angeles)

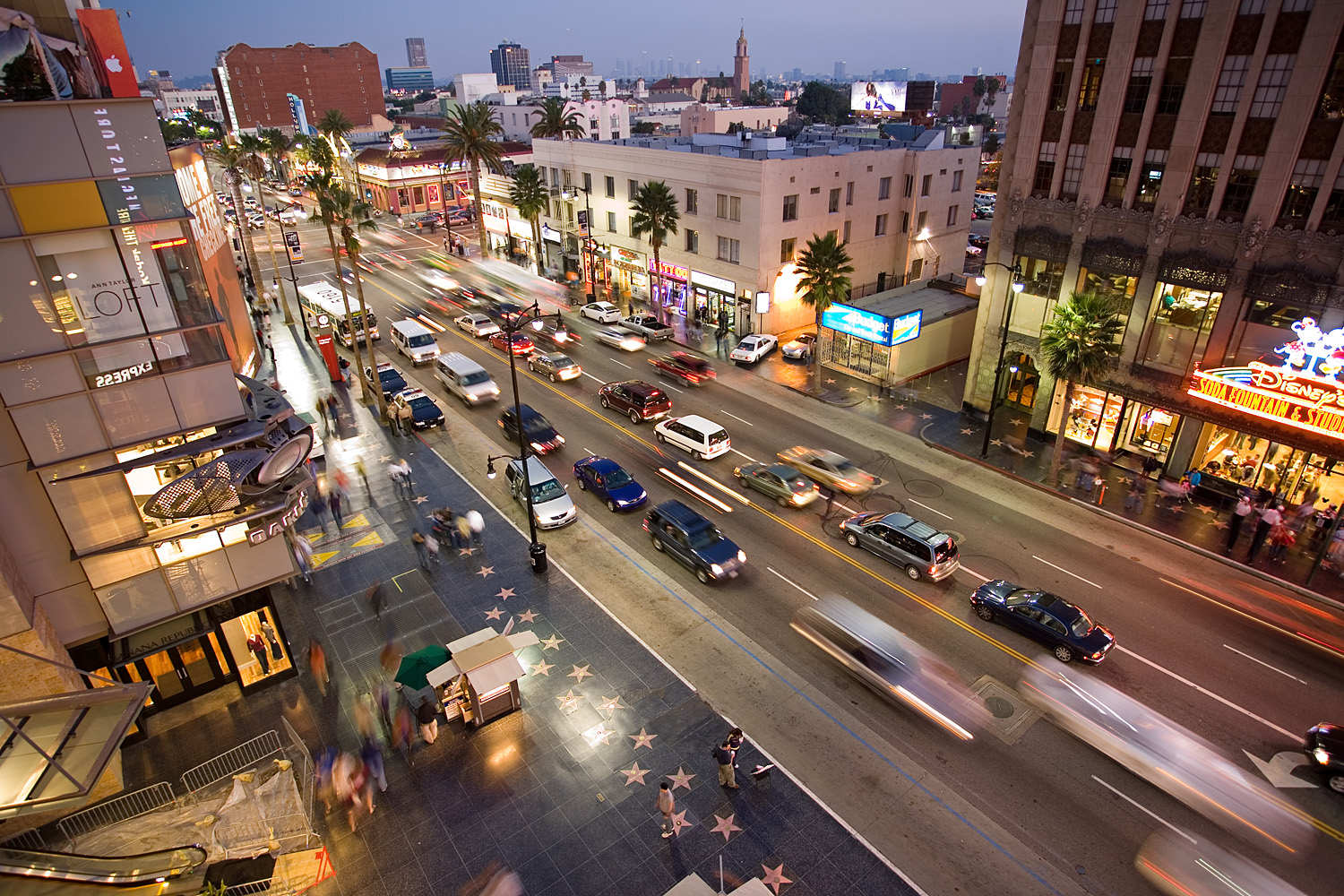
Hollywood Boulevard gezien vanuit het Dolby Theatre.

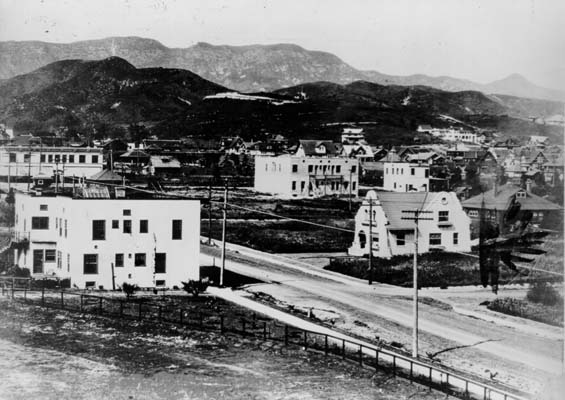
Het kruispunt van Hollywood Boulevard met Highland Avenue in 1907.

Hollywood Boulevard is een straat in Hollywood, Los Angeles, in de Amerikaanse staat Californië. De straat splitst zich in het oosten af van Sunset Boulevard, waarna Hollywood Boulevard voor een afstand van 600 meter in noordwestelijke richting loopt, tot aan Vermont Boulevard. De weg gaat voor een kleine 7 kilometer verder als een oost-westas in het stratenstelsel van Los Angeles. Ten westen van Laurel Canyon Boulevard en ten oosten van Sunset Plaza Drive, waar de straat eindigt, volgt Hollywood Boulevard een kronkelig parcours door de heuvels van West Hollywood.

## Geschiedenis
Van 1887 tot 1910 heette de straat Prospect Avenue. In 1910 werd de stad Hollywood geannexeerd door Los Angeles, waardoor de straatnamen en -nummers veranderden. Sinds 1928 vindt er jaarlijks de Hollywood Christmas Parade plaats. Toen Gene Autry de parade in 1946 bezocht, werd hij geïnspireerd om het nummer "Here Comes Santa Claus" te schrijven. Daardoor kreeg Hollywood Boulevard de bijnaam "Santa Claus Lane".
In 1958 werd de beroemde 2,1 km lange Hollywood Walk of Fame aangelegd langs Hollywood Boulevard en Vine Street.
Sinds 1985 is Hollywood Boulevard erkend als een historic district in het National Register of Historic Places.
Vanaf 1995 werden er pogingen ondernomen door het stadsbestuur van Los Angeles om Hollywood Boulevard, dat veel van zijn goede naam had verloren, nieuw leven in te blazen. Het Hollywood and Highland Center en het Dolby Theatre (tot 2011 Kodak Theatre genoemd), beide voltooid in 2001, waren cruciale onderdelen van dat plan. Ook in de tweede helft van de jaren 2000 werden er projecten opgezet om de buurt aantrekkelijker te maken.

## Bezienswaardigheden
| - American Cinematheque - Capitol Records Building - Dolby Theatre - El Capitan Theatre - Frederick's of Hollywood - Grauman's Chinese Theatre - Grauman's Egyptian Theatre - Hollywood and Highland Center - Hollywood and Vine - Hollywood Masonic Temple | - Hollywood Pacific Theatre - Hollywood Roosevelt Hotel - Hollywood Sign - Hollywood Walk of Fame - Hollywood Wax Museum - Madame Tussauds Hollywood - Musso & Frank Grill - Pantages Theatre - Ripley's Believe It Or Not! Odditorium |